# Профессиональное образование
Профессиона́льное образова́ние — процесс и результат профессионального становления и развития личности, сопровождающийся овладением установленными знаниями, умениями, навыками и педагогическими компетенциями по конкретным специальностям и профессиям. (А. Н. Лейбович)
Профессиональное образование в России существует более 300 лет, со времен Петра I. На каждом этапе развития перед системой образования ставились различные задачи профессионального образования. В настоящее время перед профессиональным образованием стоят задачи не только насыщения рынка труда компетентными специалистами, но и создание возможностей для профессионального роста и развития личности.
Среди основных задач профессионального образования можно выделить следующие:
- Дальнейшее усовершенствование материальной базы профессионального образования;
- Создание центров практик на предприятии;
- Привлечение специалистов предприятия в организации и постановке задач профессионального образования;
- Формирование так называемого заказа на специалиста профессионального образования. Для дальнейшего развития в той или иной области профессии.

## Профессиональное образование в Западной Европе
Вплоть до XVIII века профессиональное образование регулировалось лишь правилами профессиональных объединений (цехов), в которых состояли ремесленники: ученик ремесленника, пройдя обучение, становился подмастерьем и далее, приобретя необходимый опыт, мог стать мастером. Затем промышленная революция разрушила более или менее однородные методы профессиональной ремесленной подготовки, которые формировались на протяжении столетий, и заменила их множеством «современных» систем. В результате сформировались три основные модели профессионального образования: дуальная корпоративная модель в Германии, государственно-регулируемая модель во Франции и модель либерального рынка в Великобритании. 
Дуальная система профессионального образования — это сочетание частичной занятости на производстве и обучения с неполной нагрузкой в традиционной школьной и университетской системе. Более 50 % выпускников средних школ Германии, по данным за 2012 год, выбирали именно дуальное обучение. Основополагающее влияние на формирование дуальной системы профессионального образования в Германии оказала деятельность немецкого педагога Георга Кершенштайнера (1854 — 1932), который способствовал развитию существующей школы дополнительного образования в полноценную профессиональную школу. Основные принципы дуальной корпоративной структуры профессионального образования и обучения в Германии были заложены законом 1897 года, который предписывал трехлетнюю систему ученичества с экзаменом по завершении. 

## Система профессионального образования в России
Система образования включает в себя:
1. федеральные государственные образовательные стандарты и федеральные государственные требования, образовательные стандарты, образовательные программы различных вида, уровня и (или) направленности;
2. организации, осуществляющие образовательную деятельность, педагогических работников, обучающихся и родителей (законных представителей) несовершеннолетних обучающихся;
3. федеральные государственные органы и органы государственной власти субъектов Российской Федерации, осуществляющие государственное управление в сфере образования, и органы местного самоуправления, осуществляющие управление в сфере образования, созданные ими консультативные, совещательные и иные органы;
4. организации, осуществляющие обеспечение образовательной деятельности, оценку качества образования;
5. объединения юридических лиц, работодателей и их объединений, общественные объединения, осуществляющие деятельность в сфере образования.

Образование подразделяется на общее образование, профессиональное образование, дополнительное образование и профессиональное обучение, обеспечивающие возможность реализации права на образование в течение всей жизни (непрерывное образование).
Общее образование и профессиональное образование реализуются по уровням образования.

### Уровни профессионального образования
В Российской Федерации устанавливаются следующие уровни профессионального образования:
- среднее профессиональное образование — подготовка специалистов среднего звена;
- высшее образование — бакалавриат; специалитет;
- высшее образование — магистратура;
- высшее образование — подготовка кадров высшей квалификации.

Дополнительное образование включает в себя такие подвиды, как дополнительное образование детей и взрослых и дополнительное профессиональное образование.

## Используемая литература
- Энциклопедия профессионального образования: В 3 т. / Науч. ред. С. Я. Батышев. — М., 1999
- Федеральный закон от 29 декабря 2012 г. № 273-ФЗ «Об образовании в Российской Федерации»
- Блинов В. И., Волошина И. А., Есенина Е. Ю., Лейбович А. Н., Новиков П. Н. Словарь-справочник современного российского профессионального образования. Вып. 1. — М.: ФИРО, 2010.
- История профессионального образования в России. / Под ред. Батышева С. Я., Новикова А. М., Осовского Е. Г. — М.: Ассоциация «Профессиональное образование», 2003. — ISBN 5-85449-105-2